# 20 Camelopardalis
20 Camelopardalis är en gul ljusstark jätte i stjärnbilden Giraffen.
Stjärnan har visuell magnitud +7,45 och inte synlig för blotta ögat utan fältkikare. Den befinner sig på ett avstånd av ungefär 540 ljusår.